# Albert Giménez i Atenelle
Albert Giménez i Atenelle – er tritt auch unter dem Namen Albert Atenelle auf – (* 1937 in Barcelona) ist ein katalanischer klassischer Pianist und Musikpädagoge. Giménez wird der Katalanischen Pianistenschule zugerechnet.

## Leben und Werk
Albert Giménez wurde 1937 in Barcelona in eine Musikerfamilie hinein geboren. Mit sechs Jahren gab er sein erstes öffentliches Konzert. Der Pianist und Musikpädagoge Frank Marshall, der dieses Konzert besucht hatte, übernahm umgehend die weitere Ausbildung des Jungen. 1957 ging Giménez dann zum Studium zu Marcel Ciampi an das Konservatorium von Paris. Giménez wurde mit mehreren internationalen Preisen ausgezeichnet, wie z. B. beim Concours Musical Reine Elisabeth 1960 in Brüssel oder beim Vianna da Motta Wettbewerb 1962 in Lissabon.
Mit den beiden andorranischen Brüdern, dem Geiger Gerard und dem Cellisten Lluís Claret gründete Giménez 1981 das Trio de Barcelona. Zusammen mit den Claret-Brüdern wirkt Albert Giménez an seiner privaten Musikschule in Barcelona.
Giménez hat unter anderem das Konzert für Klavier und Orchester von Luis de Pablo unter der Leitung von Antoni Ros Marbà sowie das Konzert für Klavier und Streicher von Robert Gerhard unter Lawrence Foster auf Tonträger eingespielt. Er spielte auch Werke von Frederic Mompou, Déodat de Séverac und Joaquín Nin-Culmell ein. In der Spielzeit 1999/2000 interpretierte er das Concerto breve von Xavier Montsalvatge und im Jahr 2000 die Fantasie für Klavier, Chor und Orchester op. 80 von Ludwig van Beethoven mit dem Orquestra Nacional d’Espanya.
Giménez’ Sohn mit Namen ebenfalls Albert Giménez (* 1970) wirkt auch als Pianist und Musikpädagoge am Konservatorium von Badalona und als Repertorist an der Escola Superior de Música de Catalunya.